# 徳城郡
徳城郡（トクソンぐん）は、朝鮮民主主義人民共和国咸鏡南道東北部の内陸に位置する郡。

## 地理
山岳地帯であり、郡の大部分は森林が占めている。

### 隣接行政区
- 北 － 両江道金亨権郡、虚川郡
- 東 － 端川市・利原郡
- 南 － 北青郡・洪原郡
- 西 － 新興郡

## 行政区画
1邑・1労働者区・23里を管轄する。
| - 徳城邑（トクソンウプ） - 鉄山労働者区（チョルサンノドンジャグ） - 㯖友坮里（トグデリ） - 東中里（トンジュンニ） - 楽園里（ラグォンニ） - 宝星里（ポソンニ） - 三岐里（サムギリ） - 上乭里（サンドルリ） - 松中里（ソンジュンニ） - 水西里（スソリ） - 新泰里（シンテリ） - 新興里（シヌンニ） - 陽勝里（ヤンスンニ） | - 厳東里（オムドンニ） - 厳西里（オムソリ） - 月近擡里（ウォルクンデリ） - 仁洞里（インドンニ） - 荏子洞里（イムジャドンニ） - 獐興里（チャンフンニ） - 周義洞里（チュイドンニ） - 中乭里（チュンドルリ） - 中洞里（チュンドンニ） - 直洞里（チクトンニ） - 昌星一里（チャンソンイルリ） - 昌星二里（チャンソンイリ） |

## 歴史
1952年12月、北朝鮮の行政区画改編により、北青郡の徳城面の一部、および上車書・下車書・泥谷・星岱の各面からなる徳城郡が新設された（1面26里）。2006年末現在、1邑23里1労働者区からなる。

### 年表
この節の出典
- 1952年12月 - 郡面里統廃合により、咸鏡南道北青郡上車書面・下車書面・泥谷面・星垈面および徳城面の一部地域をもって、徳城郡を設置。徳城郡に以下の邑・里が成立。(1邑26里)
  - 徳城邑・羅荷坮里・周義洞里・泥望只里・松中里・仁洞里・中洞里・宝星里・東中里・獐興里・陽勝里・荏子洞里・月近擡里・新興里・三岐里・直洞里・上乭里・中乭里・厳東里・水西里・上一里・上二里・昌星一里・昌星二里・新泰里・厳西里・㯖友坮里
- 1953年 - 月近擡里の一部が厳西里に編入。(1邑26里)
- 1956年9月 (1邑25里)
  - 羅荷坮里の一部が徳城邑に編入。
  - 羅荷坮里が北青郡に編入。
- 1981年 - 泥望只里が楽園里に改称。(1邑25里)
- 1984年 - 上一里・上二里が合併し、鉄山労働者区が発足。(1邑1労働者区23里)

## 交通

### 鉄道
- 徳城線
  - 徳城駅 - 主義洞駅 - 陽勝駅 - 島坪駅 - 三岐駅 - 松中駅 - 上一駅 - 上里駅